# خوسيه ألاركون
خوسيه ألاركون (بالإسبانية: José Alarcón Morales)‏ هو دراج فنزويلي، ولد في 12 يونيو 1988 في إل فيغيا، فنزويلا ‏ في فنزويلا.

## وصلات خارجية
- خوسيه ألاركون على موقع الاتحاد الدولي للدراجات (الإنجليزية)
- خوسيه ألاركون على موقع أرشيف الدراجات (الإنجليزية)
- خوسيه ألاركون على موقع إحصائيات الدراجات الإحترافية (الإنجليزية)
- خوسيه ألاركون على موقع نسبة الدراجات (الإنجليزية)